# MDMA

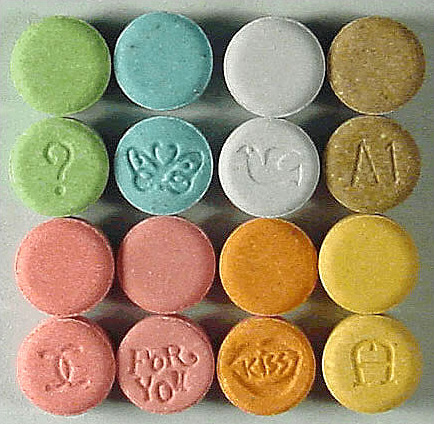
Tablete conținând ecstasy

MDMA (3,4-metilendioxi-N-metilamfetamină) este o substanță psihoactivă empatogenă din familia amfetaminelor. Ea este întâlnită de obicei sub formă de tablete sau capsule numite ecstasy, ce pot conține de asemenea și alte substanțe.
Efectele sale psihice constau în euforie, stare energică, reducerea anxietății, empatie pronunțată, sentiment de intimitate față de cei din jur, creșterea dorintei de empatie sexuală, halucinații foarte vagi, deseori cauzate de atenția prea mare acordată gândurilor și imaginației, nu realității. Din punct de vedere fizic pot apărea: lipsa poftei de mâncare, încleștarea involuntară a dinților, vedere încețoșată, creșterea pulsului, dilatarea pupilelor, alternanța senzației de căldură cu frisoanele, stare de leșin in cazul unei doze considerabile (250mg+ pentru persoanele fără toleranță, 500mg pentru persoanele cu toleranță)
După încheierea efectului pot apărea, mai ales în cazului unui consum abuziv: depresie, tulburări de somn, anxietate severă, confuzie, paranoia. Cauza este dată de epuizarea resurselor de serotonină, neurotransmițător ce joacă rol direct în reglarea dispoziției, agresivității, activității sexuale și a somnului.
MDMA este considerat ca având potențial adictiv scăzut, dar creează rapid toleranță (este necesară o doză mai mare pentru obținerea efectului dorit).

## Efecte
In general, utilizatorii de MDMA încep să simtă efectele acestuia în aproximativ 30 - 45 de minute de la ingerare, punctul maxim al experienței fiind la aproximativ 75 - 120 de minute. Acest punct maxim durează aproximativ 3.5 ore. Efectele MDMA ului sunt:
- Euforie - o senzație de bună stare generala si fericire
- Încredere crescută, aptitudini sociale mărite, comunicarea inter-personala fiind raportată a fi mai ușor de realizat
- Efecte empatogenice - empatie crescută sau sentimente de apropiere față de ceilalți și de sine
- Relaxare și anxietate redusă
- Emoționalitate crescută
- Sentiment de pace interioară
- Halucinații ușoare
- Senzații, percepții sau libidou mărite
- Percepția timpului este alterată

Experiența indusă de MDMA variază în funcție de doză, de mediul care îl înconjoară pe utilizator, și de utilizatorul în sine. Variabilitatea stării induse de către MDMA este mai mică comparativ cu alte psihedelice. De exemplu, MDMA utilizat la petreceri este asociat cu o activitate motorică ridicată, cu un sentiment redus de auto-identitate, precum și cu o cunoaștere slabă a împrejurimilor. Utilizarea MDMA în mod individual sau într-un grup mic, într-un mediu liniștit sau într-un cadru care cere o concentrare ridicata, MDMA ul este asociat cu o luciditate crescută, capacitate de concentrare, sensibilitate a aspectelor estetice ale fundalului și emotiilor, precum și o capacitate mai mare de comunicare cu ceilalți. Uneori MDMA este etichetat ca un medicament „empatogenic,” datorită efectelor sale de producere a empatiei. Rezultatele diferitelor studii arată efectele ei de empatie puternică cu alții. La testarea MDMA pentru dozele medii și înalte a fost înregistrată o creștere a continuumului hedonic și a excitației.